# 暴鳶
暴鳶（？—？），中国戰國時期韓國將領。

## 生平
前301年，垂沙之戰爆發，韓派暴鳶聯同秦將庶长奐、齊將匡章、魏將公孫喜四國联軍進攻楚國方城（今河南省南陽市方城縣），楚軍於重丘大敗，主將唐眜被殺，聯軍乘勝攻佔垂丘(今河南省沁陽縣北)、宛(今河南省南陽縣)、葉(今河南省葉縣)以北的大片土地。楚國宛、葉以北的土地為韓、魏兩國奪取。
前275年，秦相國穰侯魏冉率軍進攻魏國，暴鳶率領韓軍赴援戰敗，折損四萬人，暴鳶逃往启封城。